# Chysis
Chysis Lindl., 1837 è un genere di piante della famiglia delle Orchidacee 
diffuso nell'America centro-meridionale.

## Descrizione
Le specie appartenenti a questo genere possono essere epifite o litofite, e hanno pseudobulbi fusiformi a grappolo, portanti foglie distiche e plicate. Le infiorescenze aggettano da uno pseudobulbo maturo e sono racemi lassi con diversi fiori di grandi dimensioni.

## Tassonomia
Il genere comprende le seguenti specie:
- Chysis addita Dressler, 2000
- Chysis archilae Chiron, 2010
- Chysis aurea Lindl., 1837
- Chysis bractescens Lindl., 1840
- Chysis bruennowiana Rchb.f. & Warsz., 1857
- Chysis chironii Archila, 2010
- Chysis guimaraensis Benelli & E.M.Pessoa
- Chysis laevis Lindl., 1840
- Chysis limminghei Linden & Rchb.f., 1858
- Chysis tricostata Schltr., 1922
- Chysis violacea Dressler, 2003

## Coltivazione
Le specie appartenenti al genere Chysis sono meglio coltivate in vaso e richiedono una posizione a mezz'ombra, temendo la luce diretta del sole e temperature calde. Nel periodo vegetativo devono essere annaffiate frequentemente, ma il terreno non dovrebbe disseccarsi totalmente neanche nella stagione di riposo..